# 1798 год в музыке

## События
- Михаэль Гайдн стал бесплатно обучать Карла фон Вебера теории музыки.
- Франц Ксавер Нимечек опубликовал первую полноформатную биографию Вольфганга Амадея Моцарта под названием «Жизнь королевского капельмейстера Вольфганга Готлиба Моцарта» (нем. Leben des k.k.Kapellmeisters Wolfgang Gottlieb Mozart).
- Луи Адан опубликовал свой первый учебник по фортепиано, Méthode ou principe générale du doigté pour le Forté-piano.
- В Лейпциге начала выходить «Всеобщая музыкальная газета», еженедельное издание, посвящённое академической музыке и выходившее до 1882 года (с перерывом в 1848—1862 годах). Основана писателем Фридрихом Рохлицем и издателем Готфридом Кристофом Гертелем.

## Произведения
- Йозеф Гайдн — оратория «Сотворение мира».

## Родились
- 24 января — Карл фон Хольтей (нем. Karl von Holtei), немецкий актёр, поэт, писатель, драматург и либреттист (умер 12 февраля 1880).
- 31 января — Карл Готлиб Райсигер (нем. Carl Gottlieb Reissiger), немецкий композитор и дирижёр (умер 7 ноября 1859).
- 8 апреля — Дионисиос Соломос (греч. Διονύσιος Σολωμός), греческий поэт, автор «Гимна свободе», ставшего национальным гимном Греции (умер 9 февраля 1857).
- 18 апреля — Антонио Ролла (итал. Antonio Rolla), итальянский скрипач и композитор (умер 19 марта 1837).
- 19 апреля — Франц Йозеф Глезер (нем. Franz Joseph Gläser), немецкий композитор и дирижёр (умер 29 августа 1861).
- 5 июня — Алексей Фёдорович Львов, российский скрипач, композитор, дирижёр, музыкальный писатель и общественный деятель, автор музыки гимна «Боже, царя храни» (умер 28 декабря 1870).
- 7 октября — Жан Батист Вийом (фр. Jean-Baptiste Vuillaume), французский скрипичный мастер (умер 19 марта 1875).
- дата неизвестна — Август Генрих Гофман фон Фаллерслебен (нем. August Heinrich Hoffmann von Fallersleben), немецкий германист, автор песен, в том числе Песни немцев, в настоящий момент является национальным гимном Германии (умер в 1874).
- дата неизвестна — Нарсис Жирар (фр. Narcisse Girard), французский скрипач и дирижёр (умер 17 января 1860).

## Скончались
- 4 января — Кристоф Торричелла, венский музыкальный издатель, конкурент Артарии
- 20 января — Христиан Каннабих (нем. Christian Cannabich), немецкий капельмейстер, скрипач и композитор (родился в 1731).
- 16 декабря — Гаэтано Брунетти (итал. Gaetano Brunetti), итальянский композитор, творивший в Испании при дворе королей Карла III и Карла IV (родился в 1744).